# Gerichtsbezirk Cormons
Der Gerichtsbezirk Cormons (slowenisch: Krmín oder Kormin) war ein dem Bezirksgericht Cormons unterstehender Gerichtsbezirk in der Gefürsteten Grafschaft Görz und Gradisca. Der Gerichtsbezirk umfasste Gebiete in der ehemaligen Provinz Gorizia (Görz) in Friaul an der Staatsgrenze zu Slowenien und gehörte zum Bezirk Cormons. Nach dem Ersten Weltkrieg musste Österreich den gesamten Gerichtsbezirk an Italien abtreten, kleine Teile wie die Gemeinden Bigliana, Kožbana und Medana sind heute Teil Sloweniens.

## Geschichte
Der Gerichtsbezirk Cormons wurde um 1850 infolge der Auflösung der ursprünglichen Patrimonialgerichtsbarkeit in der Gefürsteten Grafschaft Görz und Gradisca sowie wie im gesamten Kaisertum Österreich geschaffen. Der Gerichtsbezirk unterstand dem für die gesamte Grafschaft zuständigen Landesgericht Görz, dass wiederum dem Oberlandesgericht Triest, dass am 1. Mai 1850 seine Tätigkeit aufnahm, unterstellt war. Auch nachdem Görz und Gradisca bzw. Triest sowie Istrien vom ursprünglichen Kronland Küstenland ihre Selbständigkeit als Kronland erlangten, blieb das Oberlandesgericht Triest die oberste Instanz für den Gerichtsbezirk Cormons.
Der Gerichtsbezirk Cormons bildete im Zuge der Trennung der politischen von der judikativen Verwaltung ab 1868 gemeinsam mit den Gerichtsbezirken Monfalcone, Gradisca und Covignone den Bezirk Gradisca, wobei die Gerichtsbezirke Covignone und Monfalcone in der Folge als eigenständiger Bezirk Monfalcone abgespalten wurden.
Der Gerichtsbezirk wies 1910 eine Bevölkerung von 19.790 Personen auf, von denen 13.538 (68,4 %) Italienisch als Umgangssprache angaben. Des Weiteren lebten im Gerichtsbezirk 329 Deutschsprachige (1,7 %), 4.354 Slowenischsprachige (22,0 %) und 1.569 Anderssprachige oder Staatsfremde (7,9 %). Die Slowenischsprachigen stellten dabei 1910 alle oder nahezu alle Bewohner in den Gemeinden Biljana, Cosbana und Medana und stellten starke Minderheiten in Dolegna und Cormons. Die Deutschsprachigen konzentrierten sich auf Capriva und Cormons.
Durch die Grenzbestimmungen des am 10. September 1919 abgeschlossenen Vertrages von Saint-Germain wurde der Gerichtsbezirk Cormons zur Gänze Italien zugeschlagen.

## Gerichtssprengel
Der Gerichtssprengel umfasste 1910 die 12 Gemeinden Biljana, Brazzano, Chiopris-Viscone, Cormons (Kormin), Cosbana (Kožbana), Dolegna (Dolenje), Medana, Medea, Moraro, Mossa und San Lorenzo die Mossa.